# Paranoïa (court métrage, 1993)
Pour les articles homonymes, voir Paranoïa (homonymie).
Pour plus de détails, voir Fiche technique et Distribution.
Paranoïa est un court métrage français réalisé par Frédéric Forestier et Stéphane Gateau, sorti en 1993.

## Fiche technique
- Titre : Paranoïa
- Réalisation : Frédéric Forestier et Stéphane Gateau
- Scénario : Frédéric Forestier et Stéphane Gateau
- Production : Inconnu
- Musique : François Forestier
- Photographie : Michel Amathieu
- Montage : Inconnu
- Pays d'origine :  France
- Format : couleurs - 1,85:1 - Stéréo - 35 mm
- Genre : Court métrage
- Durée : 11 minutes
- Date de sortie : 1993

## Distribution
- Jean Reno
- Gilette Barbier
- Agnès Blanchot
- Bernard Bloch
- Alain Doutey
- Michèle Laroque
- Pascal Légitimus
- Eric Thomas